# ジョン・マグロー
ジョン・ジョセフ・マグロー（John Joseph McGraw, 1873年4月7日 - 1934年2月25日） は、アメリカ合衆国ニューヨーク州トラクストン出身のプロ野球選手（三塁手）、プロ野球監督。右投げ左打ち。
ニックネームは"Muggsy"(マグジー)、"Little Napoleon"(リトル・ナポレオン)。監督として2700勝以上を上げ、ニューヨーク・ジャイアンツを10度のリーグ制覇に導いた。勝利至上主義の独裁的な「猛将」として知られている。

## 経歴

### 選手時代（1891～1903年）
1891年、アメリカン・アソシエーションのボルチモア・オリオールズに18歳の時入団する。同年リーグ消滅に伴いチームはナショナルリーグに移籍、マグローは3年目の1893年から真価を発揮し始める。チームメイトだったウィリー・キーラー同様、マグローは地面に叩きつけて俊足で内野安打を稼ぐ『ボルチモア・チョップ』の使い手となり、長打は少ないものの高い打率を維持する。また四球をよく選ぶスタイルだったこともあり、打率はこの年以降9年続けて3割を超え、出塁率は23試合しか出場しなかった1896年を除いて、1902年まで毎年.450以上を記録していた。1899年には、前任のネッド・ハンロンの後をついでオリオールズの兼任監督となったが、この年はマグロー本人の打率も.391、出塁率は.547にもなった。
1899年に率いていたボルチモア球団が解散、1年だけセントルイスに在籍した後、1901年に新設されたアメリカンリーグに移る。しかしそこでも当時のリーグ顧問だったバン・ジョンソンとの関係が悪くなったことをきっかけに、同年ニューヨーク・ジャイアンツに移籍する。ジャイアンツでは1906年まで試合に出ていたが、1903年以降はほぼ監督に専念していた。

### 監督時代（1899～1932年）

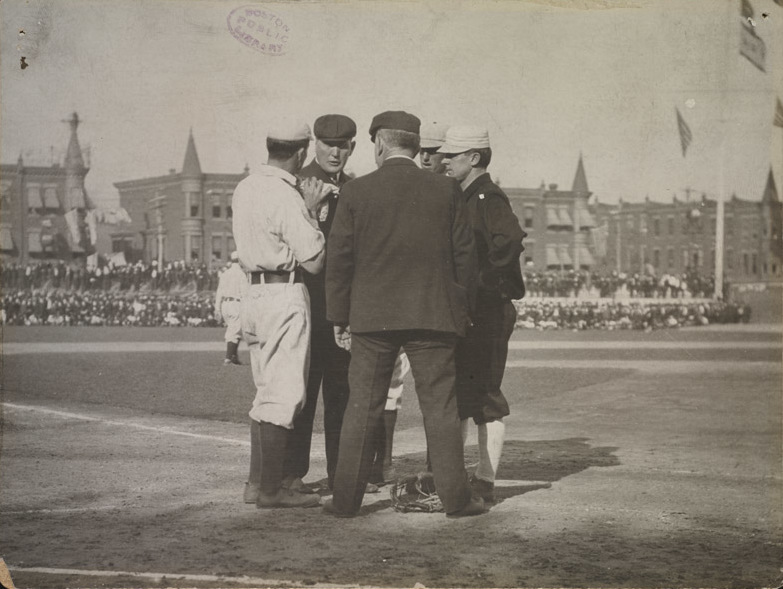
1905年のワールドシリーズ

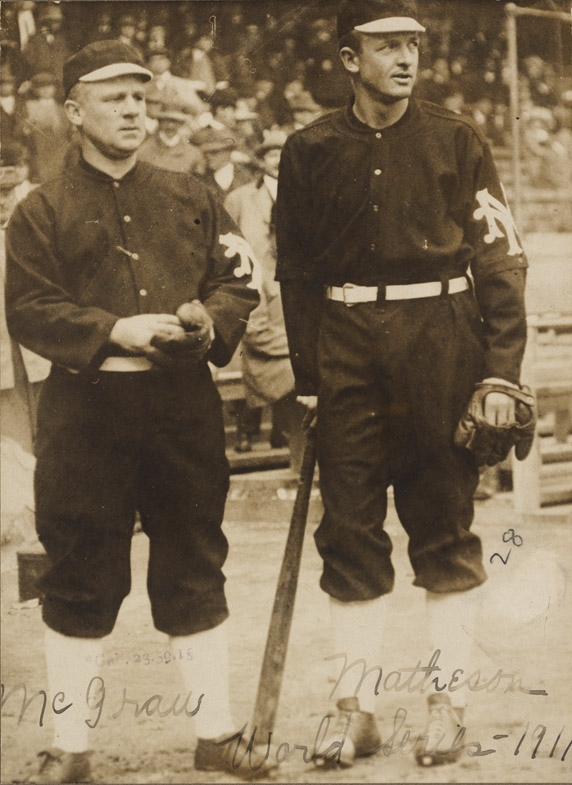
1911年のワールドシリーズでジャイアンツ選手のクリスティ・マシューソンと

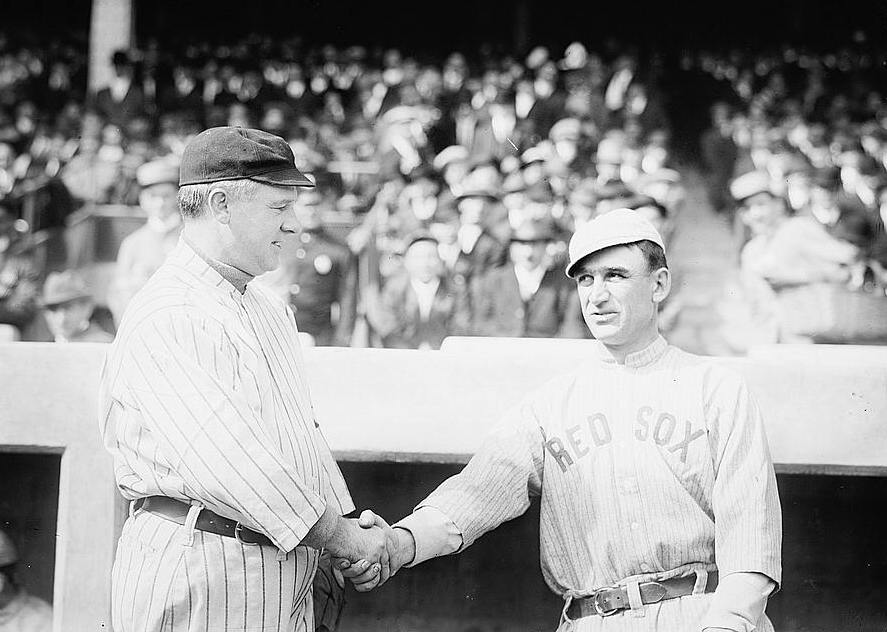
1912年のワールドシリーズでボストン・レッドソックスのジェイク・スタール監督と握手

1899年に、マグローは25歳でボルチモア・オリオールズの監督を兼任する。チーム自身は前年に主力の選手を大量に引き抜かれていたものの、リーグ4位の健闘を見せた。ニューヨーク・ジャイアンツ移籍後は、1903年に前年最下位だったチームを2位に躍進させ、1904,1905年と2年続けてリーグを制覇する。1904年リーグ制覇の際は、ワールドシリーズでのボストン・アメリカンズ（現レッドソックス）との対戦を拒否し、シリーズが開催されなかった。
ニューヨーク・ジャイアンツは、その後1911年からの3連覇、1921年からのリーグ4連覇を含めマグロー監督時代に計10回のリーグ制覇を成し遂げる。1913年には、当時のニューヨーク・ジャイアンツとシカゴ・ホワイトソックスの選手を中心とした世界周遊チームを率い、同年12月に来日、親善試合を行った。
ジャイアンツ監督在任期間は30年に及ぶが、その間チームがAクラス（上位4位まで）になれなかったのは、1902年、1915年、1926年、1932年のわずか4回だけであった。1919年からはジャイアンツのオーナー、またゼネラルマネジャーも兼任していた（現在はオーナーが監督を行うことは禁止されている）。またマグローは、選手時代のものも合わせ、計131回の退場処分を受けている。この数は2007年にボビー・コックス（アトランタ・ブレーブス監督）が更新するまで、メジャーリーグ最多だった。

### 引退後
1932年シーズン終了後、ジャイアンツの監督をビル・テリーに譲って退任。このときはニューヨーク・タイムズでも一面トップとして報じられた。翌1933年、周囲の依頼もあって、シカゴ・コミスキー・パークにて開催された第1回オールスターゲームで、1試合だけ復帰してナショナルリーグの指揮を取り、これがマグロー最後の仕事となった。それから程ない1934年2月25日、ニューヨーク州ニューロシェルで脳内出血のため60歳で死去した。
死後、1937年にアメリカ野球殿堂入りを果たした。なお、マグローの死後、彼の所有物の中からは、契約したがっていたアフリカ系アメリカ人選手の一覧が発見されている。
監督としての通算勝利数2763勝1947敗は退任当時コニー・マックに次いで長らく歴代2位だったが、2021年6月6日に、トニー・ラルーサが2764勝を挙げてマグローの通算記録を抜いている。

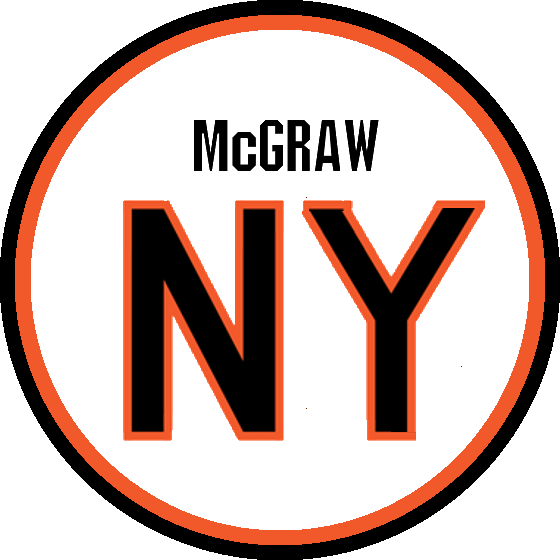
マグロー在籍当時フランチャイズだった「NY」。
サンフランシスコ・ジャイアンツの永久欠番扱いとして1988年指定。

また、ジャイアンツもマグローの功績を称えて、マグロー在籍時は背番号導入前ということから、当時のフランチャイズであるニューヨークの二文字『NY』として、1988年にクリスティ・マシューソンとともに永久欠番扱いとして顕彰されている。

### 勝利至上主義と戦術の考案
マグローは選手当時から、「勝てばいいんだ」と公言していて、勝ちへのこだわりから様々な戦術を考案したことでも知られている。現役時代、相手選手が三塁を廻ろうとする際には、必ずベースの内側に立ち、またタッチアップしようとする選手のベルトを引っ張ったりしていた。本塁突入の際には体当たりを忘れなかったという。
選手時代に所属していたボルチモア・オリオールズは、1894年からリーグを3連覇したが、そこでは当時のボルチモアの監督ネッド・ハンロンとマグローによって様々な戦術が生み出された。例えば、外野手からの返球を内野手が中継する『カットオフ・プレー』を始めたのは、この時期のオリオールズが最初である。地面にボールを叩きつけて内野安打を稼ぐ『ボルチモア・チョップ』は、同年チームに移籍してきたウィリー・キーラーの発案を生かしたものだった（ウィリー・キーラーの項を参照）。ヒットエンドランは、以前ホワイトストッキングスのキング・ケリーとキャップ・アンソンが得意としていたプレーを元に戦術として完成させたものである。初めてこの戦術を使った対ジャイアンツとの試合では、13回試みて全て成功させ、対戦相手の監督モンテ・ウォードが「こんな野球があってたまるか」とナショナルリーグ事務局に提訴した、というエピソードも残っている。
戦術の中には、半ば『悪知恵』とも言えるものもある。例えば、相手チームのバントがことごとくファウルになるよう、グラウンドキーパーに命じて、フィールドの三塁線沿いに傾斜をこしらえさせた。また、本拠地の外野の芝生の丈を深くするよう指示した。これは外野の芝の中に1、2個ボールを隠し、外野へ長打が飛んだとき、隠してあったボールを偽って内野手に送球するためだったという。ただ、偽球が中継された後に外野手が本物のボールを送球してしまったりして、この策略は長続きしなかった。

## 人物
映画『フィールド・オブ・ドリームス』に登場するムーンライト・グラハムは、マグロー監督下のジャイアンツで1905年に1試合だけ守備に出場した選手である。
1911年のシーズン途中、マグローは、チャーリー・ヴィクター・ファウスト（ヴィクトリー・ファウスト）という男と出会う。ファウストは「君がジャイアンツに加われば、ジャイアンツは優勝する」と易者から予言されたのだという。マグローは、野球選手でも何でもなかったこの男の言葉を信じ、8月11日のゲームから彼を本当にベンチに入れるようになった。同年のジャイアンツは彼の言う通り、残り50試合で40勝という終盤の快進撃を演じ、あっさりと優勝してしまった。ファウストはチームの「お守り」として1913年まで帯同し、この間ジャイアンツはリーグを3連覇している。
1901年史上初めて、ネイティブアメリカンであるチャーリー・グラントを選手登録し、試合応援のためにネイティブが押し寄せた。しかし、当時は有色人種の選手は認められていなかったため、登録を抹消された。また、1905年には日系アメリカ人のシュンゾウ・スギモトを勧誘したものの、人種差別により入団がかなわなかったというエピソード残っている。
1932年に監督の座を退く際に当時子飼いで「ジョン・マグローの後継者」を自負していたフレディ・リンドストロムではなく自身と確執のあったビル・テリーを後任に指名している。リンドストロムはこの人事に失望しトレードを要求、翌1933年ピッツバーグ・パイレーツへ移籍した。

## 詳細情報

### 打撃成績
| 年 度      | 球 団      | 試 合 | 打 席 | 打 数 | 得 点 | 安 打 | 二 塁 打 | 三 塁 打 | 本 塁 打 | 塁 打 | 打 点 | 盗 塁 | 盗 塁 死 | 犠 打 | 犠 飛 | 四 球 | 敬 遠 | 死 球 | 三 振 | 併 殺 打 | 打 率 | 出 塁 率 | 長 打 率 | O P S |
| ---------- | ---------- | ----- | ----- | ----- | ----- | ----- | -------- | -------- | -------- | ----- | ----- | ----- | -------- | ----- | ----- | ----- | ----- | ----- | ----- | -------- | ----- | -------- | -------- | ----- |
| 1891       | BAL BLN    | 33    | 131   | 115   | 17    | 31    | 3        | 5        | 0        | 44    | 14    | 4     |          |       |       | 12    |       | 4     | 17    |          | .270  | .359     | .383     | .741  |
| 1892       | BAL BLN    | 79    | 324   | 286   | 41    | 77    | 13       | 2        | 1        | 97    | 26    | 15    |          |       |       | 32    |       | 6     | 21    |          | .269  | .355     | .339     | .694  |
| 1893       | BAL BLN    | 127   | 597   | 480   | 123   | 154   | 9        | 10       | 5        | 198   | 64    | 38    |          |       |       | 101   |       | 16    | 11    |          | .321  | .454     | .413     | .866  |
| 1894       | BAL BLN    | 124   | 630   | 512   | 156   | 174   | 18       | 14       | 1        | 223   | 92    | 78    |          | 14    |       | 91    |       | 13    | 12    |          | .340  | .451     | .436     | .887  |
| 1895       | BAL BLN    | 96    | 459   | 388   | 110   | 143   | 13       | 6        | 2        | 174   | 48    | 61    |          | 6     |       | 60    |       | 5     | 9     |          | .369  | .459     | .448     | .908  |
| 1896       | BAL BLN    | 23    | 90    | 77    | 20    | 25    | 2        | 2        | 0        | 31    | 14    | 13    |          | 0     |       | 11    |       | 2     | 4     |          | .325  | .422     | .403     | .825  |
| 1897       | BAL BLN    | 106   | 507   | 391   | 90    | 127   | 15       | 3        | 0        | 148   | 48    | 44    |          | 8     |       | 99    |       | 9     | 14    |          | .325  | .471     | .379     | .849  |
| 1898       | BAL BLN    | 143   | 652   | 515   | 143   | 176   | 8        | 10       | 0        | 204   | 53    | 43    |          | 6     |       | 112   |       | 19    | 13    |          | .342  | .475     | .396     | .871  |
| 1899       | BAL BLN    | 117   | 539   | 399   | 140   | 156   | 13       | 3        | 1        | 178   | 33    | 73    |          | 2     |       | 124   |       | 14    | 21    |          | .391  | .547     | .446     | .994  |
| 1900       | STL        | 99    | 447   | 334   | 84    | 115   | 10       | 4        | 2        | 139   | 33    | 29    |          | 5     |       | 85    |       | 23    | 9     |          | .344  | .505     | .416     | .921  |
| 1901       | BAL        | 73    | 308   | 232   | 71    | 81    | 14       | 9        | 0        | 113   | 28    | 24    |          | 1     |       | 61    |       | 14    | 7     |          | .349  | .508     | .487     | .995  |
| 1902       | BAL        | 20    | 84    | 63    | 14    | 18    | 3        | 2        | 1        | 28    | 3     | 5     |          | 2     |       | 17    |       | 2     | 7     |          | .286  | .451     | .444     | .896  |
| 1902       | NYG        | 35    | 139   | 107   | 13    | 25    | 0        | 0        | 0        | 25    | 5     | 7     |          | 2     |       | 26    |       | 4     | 11    |          | .234  | .401     | .234     | .635  |
| '02計      | NYG        | 55    | 223   | 170   | 27    | 43    | 3        | 2        | 1        | 53    | 8     | 12    |          | 4     |       | 43    |       | 6     | 18    |          | .253  | .420     | .312     | .732  |
| 1903       | NYG        | 12    | 15    | 11    | 2     | 3     | 0        | 0        | 0        | 3     | 1     | 1     |          | 0     |       | 1     |       | 3     | 0     |          | .273  | .467     | .273     | .739  |
| 1904       | NYG        | 5     | 15    | 12    | 0     | 4     | 0        | 0        | 0        | 4     | 0     | 0     |          | 0     |       | 3     |       | 0     | 0     |          | .333  | .467     | .333     | .800  |
| 1905       | NYG        | 3     | 0     | 0     | 0     | 0     | 0        | 0        | 0        | 0     | 0     | 1     |          | 0     |       | 0     |       | 0     | 0     |          | --    | --       | --       | --    |
| 1906       | NYG        | 4     | 3     | 2     | 0     | 0     | 0        | 0        | 0        | 0     | 0     | 0     |          | 0     |       | 1     |       | 0     | 0     |          | .000  | .333     | .000     | .333  |
| 通算：16年 | 通算：16年 | 1099  | 4940  | 3924  | 1024  | 1309  | 121      | 70       | 13       | 1609  | 462   | 436   |          | 46    |       | 836   |       | 134   | 156   |          | .334  | .466     | .410     | .876  |

### 獲得タイトル・記録
- 最多得点：2回 (1898,1899年)
- 最高出塁率：3回 (1897,1899,1900年)
- 通算出塁率：.466（歴代3位）

### 監督としての戦績
※順位は年度最終順位
| 年度  | チーム | リーグ | 試合 | 勝利 | 敗戦 | 勝率 | 順位 | 備考                    |
| ----- | ------ | ------ | ---- | ---- | ---- | ---- | ---- | ----------------------- |
| 1899  | BAL    | NL     | 152  | 86   | 62   | .581 | 4位  |                         |
| 1901  | BAL    | AL     | 135  | 68   | 65   | .511 | 5位  |                         |
| 1902  | BAL    | AL     | 58   | 26   | 31   | .456 | 8位  | 開幕～6月28日           |
| 1902  | NYG    | NL     | 65   | 25   | 38   | .397 | 8位  | 7月19日～               |
| 1903  | NYG    | NL     | 142  | 84   | 55   | .604 | 2位  |                         |
| 1904  | NYG    | NL     | 158  | 106  | 47   | .693 | 1位  |                         |
| 1905  | NYG    | NL     | 155  | 105  | 48   | .686 | 1位  | WS優勝                  |
| 1906  | NYG    | NL     | 153  | 96   | 56   | .632 | 2位  |                         |
| 1907  | NYG    | NL     | 154  | 82   | 70   | .539 | 4位  |                         |
| 1908  | NYG    | NL     | 157  | 98   | 56   | .636 | 2位  |                         |
| 1909  | NYG    | NL     | 158  | 92   | 61   | .601 | 3位  |                         |
| 1910  | NYG    | NL     | 155  | 91   | 63   | .591 | 2位  |                         |
| 1911  | NYG    | NL     | 154  | 99   | 54   | .647 | 1位  |                         |
| 1912  | NYG    | NL     | 154  | 103  | 48   | .682 | 1位  |                         |
| 1913  | NYG    | NL     | 156  | 101  | 51   | .664 | 1位  |                         |
| 1914  | NYG    | NL     | 156  | 84   | 70   | .545 | 2位  |                         |
| 1915  | NYG    | NL     | 155  | 69   | 83   | .454 | 8位  |                         |
| 1916  | NYG    | NL     | 155  | 86   | 66   | .566 | 4位  |                         |
| 1917  | NYG    | NL     | 158  | 98   | 56   | .636 | 1位  |                         |
| 1918  | NYG    | NL     | 124  | 71   | 53   | .573 | 2位  |                         |
| 1919  | NYG    | NL     | 140  | 87   | 53   | .621 | 2位  |                         |
| 1920  | NYG    | NL     | 155  | 86   | 68   | .558 | 2位  |                         |
| 1921  | NYG    | NL     | 153  | 94   | 59   | .614 | 1位  | WS優勝                  |
| 1922  | NYG    | NL     | 156  | 93   | 61   | .604 | 1位  | WS優勝                  |
| 1923  | NYG    | NL     | 153  | 95   | 58   | .621 | 1位  |                         |
| 1924  | NYG    | NL     | 110  | 61   | 48   | .560 | 1位  | 開幕～5月20日、7月8日～ |
| 1925  | NYG    | NL     | 120  | 65   | 55   | .542 | 2位  | 開幕～5月2日、6月9日～  |
| 1926  | NYG    | NL     | 151  | 74   | 77   | .490 | 5位  |                         |
| 1927  | NYG    | NL     | 122  | 70   | 52   | .574 | 3位  | 開幕～8月30日           |
| 1928  | NYG    | NL     | 155  | 93   | 61   | .604 | 2位  |                         |
| 1929  | NYG    | NL     | 152  | 84   | 67   | .556 | 3位  |                         |
| 1930  | NYG    | NL     | 154  | 87   | 67   | .565 | 3位  |                         |
| 1931  | NYG    | NL     | 153  | 87   | 65   | .572 | 2位  |                         |
| 1932  | NYG    | NL     | 40   | 17   | 23   | .425 | 6位  | 開幕～6月1日            |
| 通 算 | 通 算  | 通 算  | 4768 | 2763 | 1948 | .587 |      |                         |

### 記録等
- リーグ優勝：10回（1904,1905,1911-1913,1917,1921-1924年）
- ワールドシリーズ優勝：3回（1905,1921,1922年）
- オールスターゲーム出場：1回（1933年）
- ナショナルリーグ通算勝利数：2669勝（リーグ記録）